# 2008至2009年加沙戰爭
加沙戰爭開始於2008年12月27日上午11:30（当地时间）。以色列国防军对巴勒斯坦加沙地带的哈马斯目标执行代号“铸铅行动”（羅馬化：Mivtsa Oferet Yetsukah）的空袭。摧毁了包括警察局、监狱和指挥中心等450个哈马斯目标。联合国说，头两天的空袭共造成320名巴勒斯坦人被打死，1400人受伤。为报复以色列军事打击，哈马斯向以色列境内目标发射火箭弹和迫击炮还击。同时以色列北部也受到来自黎巴嫩方向发射的火箭弹袭击。
空襲持續一週後，以色列於次年1月3日派出地面部隊進入加沙地帶。
以色列聲稱，本次战争行动的起因是哈马斯利用停火期秘密运入大量火箭弹，并在停火期满后向以色列发射大量火箭，袭击平民，仅12月24日哈马斯就向以境内发射超过80枚火箭弹。
媒体指控以色列在人口密集的加沙地带使用违禁武器白磷弹，如《泰晤士报》。以色列在2009年1月20日公开承认在加沙战争中使用了白磷弹。

## 背景

### 雙方軍力對比

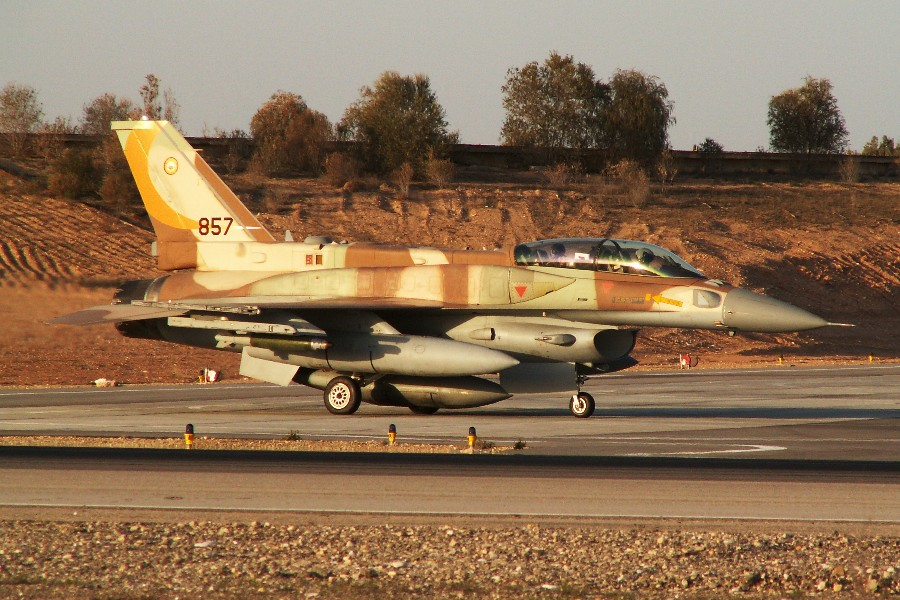
以色列F-16I

此次戰鬥的軍事力對比，可以說是史無前例的，幾乎只有匈牙利十月事件中，前蘇聯以坦克鎮壓群眾的情景可以相比。在美國的支援下，以色列的陸軍有高科技的梅卡瓦主戰坦克，海軍擁有先進的隱形護衛艦，空軍則有美國F-15和F-16戰鬥機，以及阿帕契戰鬥直昇機。相較之下，以色列的隔離牆讓當地成了150萬人的巨大難民營，哈馬斯只有火箭彈、迫擊炮和機槍等一些重型武器，兩者間武力差距有如天壤之別。再加上以色列在進攻前，對加薩地區進行了18個月的封鎖，當地物資極為缺乏，2009年1月3日以色列地面部隊入侵加薩後，更讓整個加薩城陷入了斷水斷電的情況。雖然哈馬斯在戰力上居於劣勢，但是與匈牙利十月事件不同的是，加薩地區有150萬民眾支持著哈马斯，這也是哈馬斯也在以色列的封鎖與軍事打擊中屹立不搖的原因之一。

### 傳播媒體與輿論
這場戰爭與過去在中東的戰爭不同的是，由於以色列用隔離牆封鎖了加薩，又不准外國記者進入加薩採訪，所以加薩內部只有Press TV、半島電視台與巴勒斯坦當地記者等極少数媒体。

### 等待加入的各勢力
隨著以色列對加薩地區的轟炸與攻擊，加薩地區民眾的死傷直線上升，美國的喬治·沃克·布什政府，支援以色列對加薩的進攻。
2009年1月14日，恐怖組織頭目奧薩瑪·賓·拉登打破了長期的沉默，號召全世界穆斯林支援加薩人民。他特別點名即將上任的美國總統巴拉克·歐巴馬，將是個關鍵，從1月20日起，歐巴馬就必須接下阿富汗戰爭、伊拉克游擊戰與2007年－2010年環球金融危機三大爛攤子。
而在1月8日，1月14日，分別有多枚火箭由黎巴嫩南部射向以色列，擁有3萬枚火箭彈的黎巴嫩真主黨表示：「如果真主黨決定襲擊以色列，並開辟第二戰線，那麼真主黨有能力向以色列同時發射數十枚甚至數百枚火箭彈。」

## 过程

### 12月27日 空袭
上午11时30分，超过50架战斗机和攻击直升机进入加沙的领空，向50个目标投下100多枚炸弹。这些目标包括了哈马斯准军事基地、训练营、总部和办事处。30分钟后，第二波60架攻击直升机攻击了60个目标。这些目标包括了火箭发射阵地和火箭掩体。以色列空军使用了F-16战隼战斗机、F-15鹰式战斗机、AH-64阿帕奇和AH-1眼镜蛇攻击直升机。首轮空袭，造成至少228人死亡和约780人受伤。以色列方面表示，空袭是阻止哈马斯向以色列南部地区发射卡萨姆火箭弹。约140名哈马斯安全部队成员死亡，哈马斯随后向以色列境内发射700枚火箭弹。造成一名以色列男子死亡，另有6人受伤。

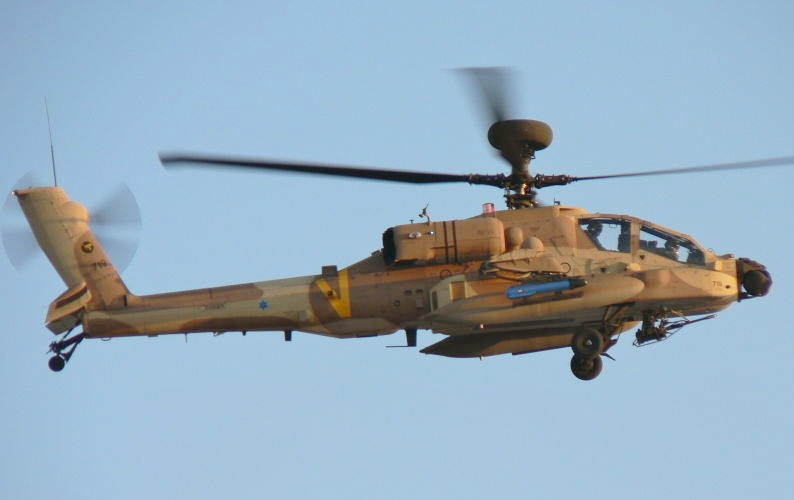
以色列空军 AH-64D

### 12月28日
以色列在星期日对25个目标发动空袭，使死亡和受伤人数增加到287人和900人。埃及外长表示加沙局势更加恶化，哈马斯拒绝允许伤员离开加沙受伤接受治疗。以军一架F-16发射火箭弹击中位于加沙城内的一座清真寺，据说打死4名哈马斯武装人员。
在加沙城内，5名同一家庭的女儿死于以军的空袭。以军还轰炸了埃及边境的拉法赫地区。那里有人通过地道向加沙运输物质，但以色列相信地道是用来偷运非法武器和人员。哈马斯的火箭击中范围开始扩大。3枚火箭弹击中了以色列第五大海港城市-阿什杜德。数百名巴勒斯坦开始闯入埃及境内。一名埃及边境警察遭到哈马斯武装人员枪杀，另一名边境警察的腿部中弹。一些巴勒斯坦人因受枪击，而被送往医院治疗。埃及逮捕了非法入境的40多名巴勒斯坦人。

### 12月29日
在29日午夜，以军对加沙的伊斯兰大学和哈马斯办公楼发动6轮空袭，虽然大学已经疏散师生。根据以色列的报告，大学的实验室是哈马斯炸药实验室。美联社公布巴勒斯坦人的死亡人数上升到至315人。在加沙巴勒斯坦内政部大楼遭到以军导弹袭击。
国际红十字会说，加沙地带的医院已经无法处理更多的伤员。红十字会发言人在加沙表示，当地医院需要更多的药品。据以色列国防军说，以色列允许一些土耳其捐赠救护车从西岸运往加沙地带，以及医疗用品给红十字会，近东救济工程处，世界粮食计划署和无国界医生。同一天以色列南部城市亚实基伦遭到火箭弹袭击，一名阿拉伯裔以色列建筑工人被炸死，另外有3人受重伤。面对哈马斯持续不断的火箭弹袭击，迫于国内越来越大的压力，以色列政府在边界沿线集结步兵和装甲部队。
美联社报道：以色列的军事情报部长说，哈马斯发射火箭的能力已减少了50%。的确，哈马斯的火箭弹袭击数量在急剧下降，从周六的130多枚下降到20多枚。然而，哈马斯依旧控制着20000名的武装人员。以色列海军除了维持海上封锁外，也参与攻击加沙的任务。

### 12月30日
以军继续空袭加沙。伊斯兰大学、哈马斯训练中心、两处哈马斯训练营和人民抵抗委员会的办事处均遭到袭击；造成10人死亡。据华盛顿邮报报道，以色列军方官员说，他们现在的目标不仅仅是哈马斯武装和其武器库，还包括了其“庞大”的支持网。
美联社报道说，一些加沙居民说，以色列最初的空袭没有任何警告，但以色列军队声称，他们空投警报传单和广播要求加沙居民离开住所，并且不要隐藏武器或武装分子。国际特赦组织认为没有安全的地方为加沙平民提供庇护。
以色列关闭了一些距离边界大约30公里的学校，理由是担心更多的火箭弹袭击。当地居民被告知待在室内，提高对火箭弹来袭的警觉。以色列南部城市贝尔谢巴一间无人的幼儿园遭到袭击，造成严重损坏。哈马斯从加沙向以色列境内发射了24枚卡萨姆火箭和11枚迫击炮弹造成一些破坏，但无人受伤。
埃及表示如果巴勒斯坦民族权力机构能够控制边界过境点的话，埃及将会全面开放边界。
以色列一直禁止记者进入加沙地带，理由是“安全”问题。一份提出的400个外国记者进入加沙地带的呈请书已经提交给以色列最高法院。
以色列表示将允许更多的援助的卡车进入加沙，并且已经有100辆运送人道主义物资的卡车通过凯雷姆沙洛姆进入加沙地带。5辆土耳其捐赠的新救护车也被允许进入加沙地带。众多国际援助卡车也已经为进入加沙地带。

### 12月31日
当天有42名巴勒斯坦人死于以军的空袭。近东救济工程处报告说，在死亡者中至少有25%是平民。以色列继续轰炸“几十个目标”，包括了由埃及进入加沙地带的走私通道。
当天上午，两枚来自加沙地带火箭弹击中了以色列城市贝尔谢巴；其中一枚击中了一所学校，造成严重损毁，但没有人员伤亡，因为以色列政府的指示学校继续停课。两枚火箭落在以色列城市亚实基伦，造成两人轻伤；还有一些火箭弹落在其他的以色列城镇中。总的来说，超过60枚卡秋莎和卡萨姆火箭弹袭击了以色列。
以色列拒绝法国外交部长贝尔纳·库什内提出48小时停火建议。与此同时，哈马斯发言人艾曼告诉法新社，哈马斯愿意接受任何停火建议，来结束以色列的空袭，并停止在加沙的封锁。在以色列内阁会议上，以色列安全局（Shin Bet）表示，哈马斯已经遭受了重大损失，许多哈马斯人员冒充医务人员躲藏在医院，或匿藏于清真寺里，把这些建筑当成总部。他们认为以色列不会攻击这些建筑。

### 1月1日
以军空袭了加沙的议会大楼，教育和司法部的办事处，造成4人死亡，25人受伤。巴勒斯坦报告还提到导弹落在了一个讲习班和一些货币兑换商的办公室里，其中一枚是接近儿童医院，略有破坏它。在拉法，空袭摧毁了5个走私通道和警察指挥中心，而在加沙城，据称武器的制造中心和储存设施被摧毁。数十名以色列人上午收到哈马斯短信警告说，对加沙地带的进攻只会带来巨大的火箭弹袭击。据以色列军方的消息，哈马斯发射超过50枚火箭弹，但没有造成人员伤亡。

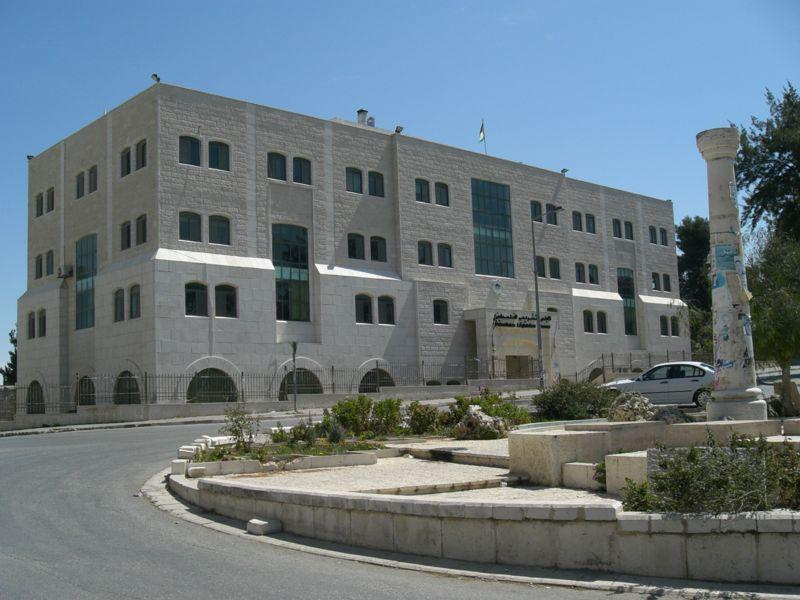
议会大楼

一架以色列空军飞机向哈马斯高级领导人Nizar Rayan的住所投下了一吨重的炸弹，Nizar Rayan及他的孩子与太太等共10余名家属，当场死亡，还有30人受伤。在以色列空军炸死哈马斯高层领袖后，哈马斯下令展开报复行动。哈马斯也声称，可能恢复对以色列的自杀攻击行动。

### 1月2日
哈马斯下令发动“愤怒日”活动，誓言为前一日遭以色列空袭死亡的高级领导人Nizar Rayan复仇。同天在加沙地带和约旦河西岸成千上万的抗议者走上街头抗议。以色列警方向耶路撒冷和邻近村庄调动了数千名警力，以保持事态平静。以军对20个哈马斯官员住所发动空袭，在汗尤尼斯有5名平民死亡。以军开始轰炸边界附近的地面，企图将地雷清除，越来越多的猜测，一场地面进攻迫在眉睫。以色列短暂开放埃雷兹过境点，使约440名持有外国护照居民离开加沙地带。
一整天，32枚火箭弹袭击了以色列；3人轻伤，一些建筑物受到严重破坏。在耶路撒冷，男子未满50岁，或没有持以色列身份证将无法在阿克萨清真寺祈祷。

### 1月3日
周六清晨，以色列空袭加沙地带打死了一名哈马斯高级指挥官Abu Zakaria al-Jamal。Abu Zakaria al-Jamal是加沙火箭队指挥官。在另一起空袭中，哈马斯指挥官Jamal Mamduch被杀死。许多哈马斯领导人与家人一起在自己家中遇害。以色列空军对贝特拉西亚发动空袭。13名巴勒斯坦人死于以军空袭，其中包括了6名儿童，数十人受伤。至少34枚火箭弹在白天落在以色列，炸毁了几座建筑物，并有一名女子受轻伤。一些哈马斯的火箭弹击中贝尔谢巴一家空的学校。
傍晚，以色列地面部队开始进入加沙地带，展开第一次地面行动。同天日本内阁总理大臣麻生太郎说，日本将向在以色列空袭中遭受重大人员伤亡的加沙地带提供价值1000万美元的紧急人道援助。

### 1月4日 地面攻势
以色列地面部队进入加沙北部的拜特拉希耶和拜特哈嫩。据报道，以色列军队分割包围加沙地带，但没有进入人口稠密区。以色列军方称有40个目标遭到攻击，包括武器库和火箭弹发射点。尽管最高法院的判决允许有限数量的记者到战争前线，但以军还是拒绝让记者进入前线地区。激烈激战发生在加沙城附近，以色列国防军报告说，有30名士兵受伤。以色列政府还声称，至少50名哈马斯武装分子在夜间的地面行动被打死，还有几十人受伤。在周日晚些时候，在早先的迫击炮弹事件中，一名以色列士兵被打死。巴勒斯坦医院人士称，至少21名巴勒斯坦人在战斗中被打死。巴勒斯坦卫生部官员称，以色列炮弹落在一所学校附近的市场，造成至少17人死亡，130人受伤。一辆以军坦克在加沙北部开火造成12人死亡，其中显然包括平民。一枚以军导弹击中一所位于Shuja'iyya的房屋附近，造成一名母亲和她的四个孩子死亡。同天上午，一辆救护车在拜特拉希耶遭到炮击，4名医务人员受重伤。与此同时，至少有41个火箭弹和迫击炮弹从加沙地带飞入以色列境内的边界社区。3名以色列平民受轻伤。
3名哈马斯高级领导人在周日被打死：Hussam Hamdan是负责哈马斯向以色列城市贝尔谢巴和Ofakim发射火箭弹的指挥官；Muhammad Hilo是负责向以色列发射远程火箭弹；Mohamad Shalpokh负责火箭弹发射。以色列安全局向内阁说哈马斯在国内和流亡的领导人认为，他们的组织正面临一个“现实的威胁”，并“愿意达成一项协议”的停火。不过，外交部长齐皮·利夫尼说，以色列不打算与哈马斯谈判，因为这样会把哈马斯合法化作为一个谈判伙伴。
哈马斯称，阿克萨烈士旅、人民抵抗委员会、杰哈德和解放巴勒斯坦人民阵线参加了反对以色列国防军的战斗。他们使用在2007年加沙之战中法塔赫遗留下来的武器。据医疗人士说，当天巴勒斯坦人的死亡人数总共为42人，其中大多数是平民。

### 1月5日

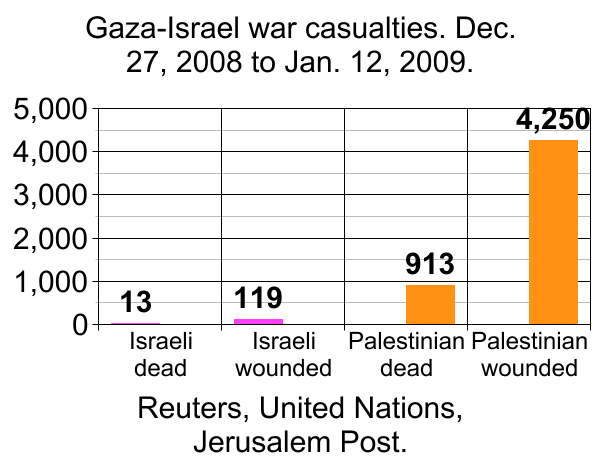
死傷統計表

以军控制了大部分加沙地带地区。由于越来越密集的激战，成千上万的加沙人逃离家园。以军和哈马斯在加沙的街头上展开激战，同时以军已经包围了加沙。一辆属于哈马斯卫生部的救护车在空袭中被击中，3名医务人员被炸死。以军坦克的炮击，在加沙地带造成至少24名平民死亡，其中在加沙Zaytun地区，一户住家的7名成员被打死，在另一起攻击中，一名怀孕的巴勒斯坦妇女和她的4个孩子被炸死。
包含昨日的這兩日，以色列對平民投擲各種殺傷力極強的化學炸彈，已被證實的有白磷彈和高密度不活性金屬炸藥（Dense Inert Metal Explosive（页面存档备份，存于））。兩種化學炸彈的使用導致遺體均呈現全身嚴重碳化、下肢截斷且全身組織殘缺不全；倖存者均嚴重受傷致終身殘廢，且承受化學毒害帶來的永久痛苦。
當時，諸多國際媒體報導以色列在军事行动中使用有争议的白磷弹。但以色列表示他们使用白磷弹是用于制造烟雾掩护部队。没有任何条约禁止将白磷用于烟幕弹或照明弹。以色列在2006年在黎巴嫩使用白磷弹，英国和美国使用白磷弹在其他地方。以色列一直否认使用白磷弹。2010年2月1日, 以色列終承認曾經使用白磷彈, 並已懲罰兩名下令使用白磷彈攻擊的軍官。而高密度不活性金屬炸藥，以色列至今仍矢口否認曾經使用，相關消息僅在少數部落格內的文章被揭露。
哈马斯表示，将派遣一个代表团前往埃及，法国继续进行外交努力，希望能达成48小时的停火协议。以色列国防军仍然拒绝让记者进入加沙地带，尽管以色列最高法院准许接纳少量的记者。
大规模的战斗从下午6时30左右开始，交战区域在加沙城东部。哈马斯使用迫击炮向以色列国防军发动袭击。在交火中，有两名以军士兵受伤，其中一人伤势严重。超过40枚火箭弹袭击了亚实基伦、阿什杜德、斯代罗特、内蒂沃特、贝尔谢巴等以色列南部城镇。在阿什杜德火箭几乎摧毁了一间幼儿园。哈马斯最初声称曾杀害5名以色列士兵，但后来又增加了9名。哈马斯也宣称已抓获两名以色列士兵。以色列则否认这些说法，指责哈马斯搞“心理战”。在晚上，以色列国防军称，在当天地面战中他们打死了80到100名的哈马斯武装人员。尽管如此，哈马斯发射的火箭弹和迫击炮弹还是造成4名以色列人受伤。
以色列国防军发言人证实， 3名以色列士兵死于友军坦克误射，可能是友军误把以色列士兵识别为恐怖分子。约20名士兵受伤，包括上校旅长阿维佩莱德。还有一位以色列国防军军官也死于友军误射。
联合国官员说，以军还空袭了一座联合国学校，打死了三名巴勒斯坦人。该学校是一个数百名流离失所的巴勒斯坦人的临时难民营。
总共有30名巴勒斯坦平民在当天被杀害，使巴勒斯坦人的死亡人数达到540人。

### 1月6日
据巴勒斯坦方面说，20人在以色列国防军上午的攻击被炸死。巴勒斯坦医务人员说，以军攻击位于Deir al-Balah和Bureij的难民营，造成10名巴勒斯坦人死亡，包括一位父亲和他的三个孩子。在攻击加沙海滩中，有4名哈马斯武装人员被打死。一名以色列国防军士兵上午被打死，另外有4人受轻伤。至少30枚火箭弹袭击了以色列，尽管以色列国防军已经控制了加沙大部分地区。一枚火箭弹落在一所房屋附近，造成一名3个月大的女婴受轻伤。
联合国的高级官员说，在加沙地带100万巴勒斯坦人中的70万人已经缺电缺水。
以色列继续拒绝外国记者进入加沙地带，尽管以色列最高法院的裁决要求政府允许有限数量的记者可以通过埃雷兹过境点。虽然美联社和其他一些新闻机构有巴勒斯坦记者设在加沙，但许多媒体都没有来源可靠的和独立的信息。
下午，一所联合国近东救济工程处的学校遭到以军坦克炮击，造成43人死亡。以色列国防军表示，当时是武装人员从学校里向以军发射迫击炮弹，以军才进行还击。以色列国防军还说许多哈马斯武装人员利用平民当人体盾牌。近东救济工程处是“99.9 ％的肯定”没有任何武装人员在学校附近活动。联合国希望调查以军为何攻击学校。委内瑞拉总统乌戈·查韦斯宣称，以色列打击哈马斯是“种族灭绝”，并呼吁因让艾胡德·奥尔默特受到战争罪的审判，委内瑞拉政府还驱逐了以色列驻委大使。
联合国秘书长潘基文谴责了这次袭击，称这“完全不能接受”。

### 1月7日
至少有12名巴勒斯坦人死于以军的空袭。至少有15枚火箭弹击中以色列，没有造成人员伤亡。
为了给加沙平民提供人道主义援助，以色列开始了长达三小时的“人道主义停火”。以军将在下午1点至4点不会发起攻击，除非遭到巴武装人员袭击。尽管有报道说，以色列部队和哈马斯在这一期间，进行了一些交火。根据临时停火协议，以色列允许80辆援助卡车进入加沙地带，给发电厂提供燃料。此外，当地居民获准采购日用品。

### 1月8日

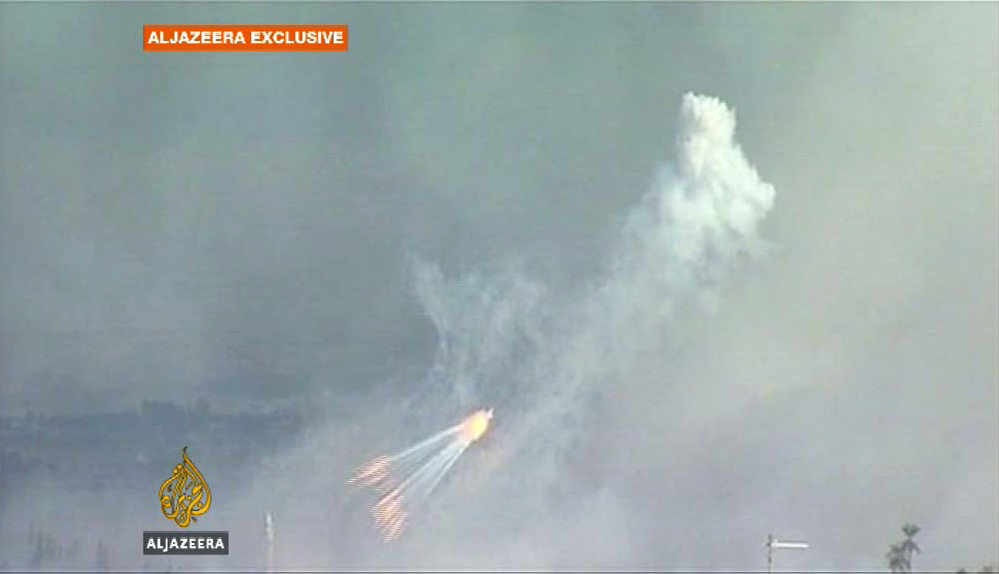
以色列使用的白磷燃燒彈

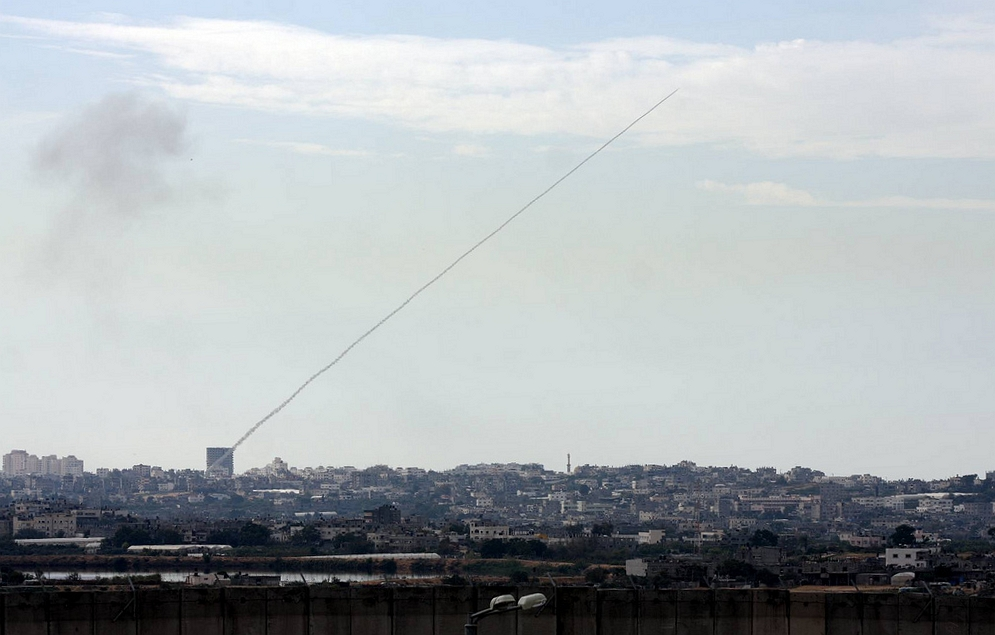
一枚火箭從住宅區發射出

以军发动了24次空袭，造成至少4名巴勒斯坦人死亡，至少22人受伤。联合国官员表示，联合国援助车队遭到以色列部队攻击，至少一名巴勒斯坦驾驶员死亡。联合国称，援助车队的行驶路线事前有与以方进行沟通。随后表示，将暂停所有在加沙地带救济活动，直到以色列能改善保障其工作人员为止。
以色列宣布有两名军人死亡，使以军阵亡人数上升到8人。巴勒斯坦武装人员在前犹太人定居点内察扎利姆地区发射的反坦克导弹，炸死一名以军少校，炸伤另一名士兵。一名以色列装甲兵在加沙北部被巴勒斯坦狙击手打死。
同天，3枚卡秋莎火箭弹从黎巴嫩领土发射袭击了以色列城镇Nahariya，有五人受轻伤。以色列国防军进行了还击。哈马斯否认跟此事有关，也没有人声称对这次袭击负责。也是同一天，以军机在加沙南部地区空投数以万计的传单，警告居民离开住所避难，他们可以在隔天早上8点回家。

### 1月9日
武装分子在加沙地带向以色列南部发射一连串至少30枚火箭的火箭弹，几个小时后，联合国通过了一项决议，呼吁以色列和哈马斯之间立即停火。
尽管联合国安理会通过决议，要求立即停火，但哈马斯和以色列已经表示拒绝，以军继续发动进攻。以色列认为安理会通过的决议不切实际，而哈马斯认为其在加沙的政府得不到国际社会的承认，安理会的决议“忽视了哈马斯的要求”。哈马斯声称其从加沙城发射的多枚火箭弹击中了距离特拉维夫仅27公里的泰勒诺夫空军基地。哈马斯还宣布，阿巴斯的主席任期已经到期，并说，尽管他们并不指望阿巴斯下台，先会注意加沙的战局，但他们不再承认其合法性。阿巴斯说，他还是有一年的任期，根据法律，主席和议会选举应同时举行。

### 1月10日
在夜间，没有火箭弹袭击以色列。而在上午，3枚火箭弹击中南部城市亚实基伦，造成两人轻伤。另外六枚火箭弹落在开阔地带，没有造成人员伤亡。以色列军方说，在加沙地带他们打死了15名以上的武装分子，以色列空军空袭了40多个目标，其中包括了10个火箭弹发射基地，武器储存设施，走私通道和防空导弹发射器。虽然巴勒斯坦医院官员证实只有4人死亡，他们还指出，空袭阻碍了医护人员治疗伤员。以色列军方表示，将停火3小时，使被围困的居民能够离开他们的家园去储存物资。
以色列国防军说，哈马斯武装人员已经感到筋疲力尽，哈马斯武装人员开始开小差和拒绝上级的命令。哈马斯年轻成员拒绝冒险拒绝离开掩蔽所，在户外用迫击炮攻击以军，迫使哈马斯高级领导人Amir Mansi不得不自己使用迫击炮攻击以军。结果Amir Mansi被在以军空袭中被打死，还有两名武装人员受伤。Amir Mansi是火箭发射的专家，受过真主党的训练。此外，以色列国防军说， 300多名哈马斯武装人员在被迄今行动中打死，最高的估计到目前为止，至少有120人被抓获。据报道，哈马斯的作战部队正在一步一步被以军消灭。哈马斯武装人员不敢出来战斗，许多人会擅离职守和逃离战场。

### 1月11日

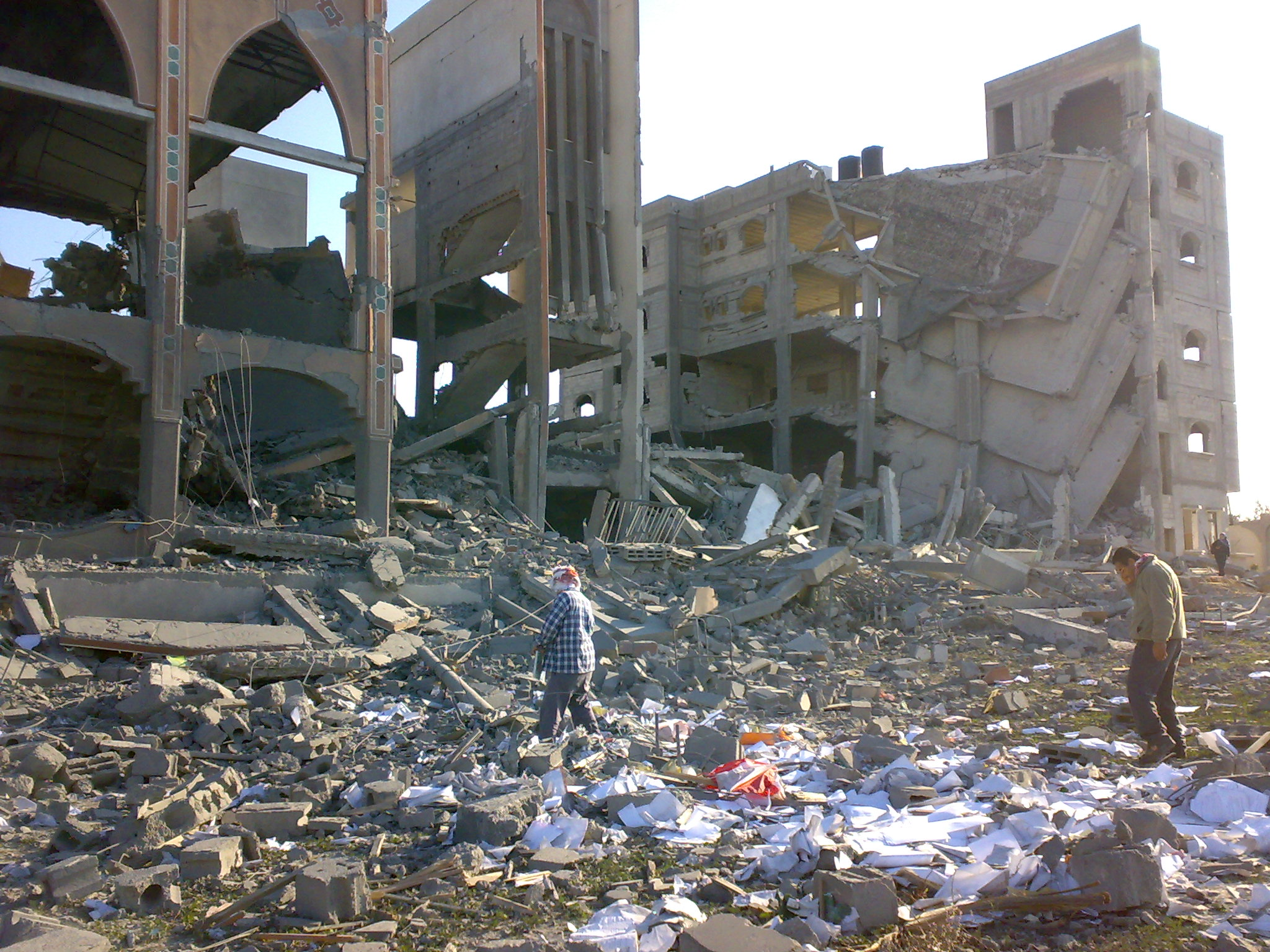
以色列国防军摧毁了拉法赫的难民收容所，孤儿学校和清真寺。

以军在晚上空袭中打击了大约加沙地带北部的杰巴利耶、拜特拉希耶，南部汗尤尼斯以及加沙城的东部等地区12个目标，其中以色列空军袭击了一座位于拉法赫的清真寺，而根据以色列说法是该清真寺是被用作哈马斯的训练营地，会议地点和武器库。以色列国防军报告说，清真寺里藏有机枪和防空导弹。
以色列和巴勒斯坦官员报告说，至少有40名哈马斯武装成员在一场与以色列国防军的战斗中被打死。据报道，哈马斯和杰哈德伏击以色列国防军，这导致“一些最激烈的战斗”的发生。以军宣布第二阶段的行动开始。哈马斯首次在加沙地带试图用高射炮击落以色列空军固定翼飞机。同一天，以军宣布已开始派预备役军人进入加沙地带。
两枚火箭落在以色列城市贝尔谢巴。一个半小时前该市的一些学校才重新开放。约有65 ％的贝尔谢巴的11和12年级学生（约2.700名学生）都返回学校，并且在防空洞里上课。
三名巴勒斯坦人在加沙地带南部被打死（两名武装分子和1名女子），数十人受伤。巴勒斯坦医务人员说，根据伤员身上的伤痕，表明以军使用了白磷弹。对此，以色列没有表示评论。
在埃及媒体有谣言流传说，以色列空军的空袭炸伤了被俘以军士兵吉拉德·沙利特。哈马斯政治局发言人Musa Mohammed Abu Marzouk说，吉拉德·沙利特的状况不再是哈马斯所关心的。以色列副总理拉蒙在接受采访以军方电台说，哈马斯正在使用吉拉德沙作为“筹码”，来换取数百名巴勒斯坦囚犯。
一支以色列巡逻队在叙利亚边境上遭到攻击，这些士兵没有还击，并没有人员伤亡的报道，虽然他们的车辆受损。以色列国防军认为，叙利亚军队没有参与攻击。这是第二次跨边界袭击事件。上次袭击事件在1月8日，3枚喀秋莎火箭弹击中以色列北部地区。以色列提出了申诉，联合国脱离接触观察员部队〔UNDOF〕派遣一个小组展开调查。
以色列国防军报告说，已发现了一个装有定时器的爆炸装置被隐藏在一所巴勒斯坦学校里。士兵设法拆除了炸弹。据以色列国防军说法，众多武器被藏于学校中。比如RPG火箭筒，手榴弹和AK-47突击步枪。
当天下午，在“人道主义走廊”上，以军暂停攻势，准许当地居民获得援助品。哈马斯武装分子发射了几枚火箭弹。一枚火箭弹击中了阿什杜德的一所幼儿园，没有人员伤亡的报告。但有几人因为惊吓而接受治疗。其余火箭弹击中了亚实基伦，斯代罗特等以色列城镇。

### 1月12日
以色列国防军称，他们有4名士兵受伤，其中一人伤势严重。受伤士兵属于以色列伞兵部队。以色列军方调查这些士兵受伤是否是友军误伤所为。因为之前就发生过友军的误伤事件。哈马斯下属的军事派别-卡桑旅宣称在加沙城附近已摧毁了以色列坦克，而且他们在靠近以色列边界地方杀死了许多以军士兵，以色列军队驳斥这些说法。根据以色列国防军说法，一支以色列伞兵部队发现并摧毁了一条在加沙里的隧道。该隧道是用来向以色列境内运送自杀攻击人员的通道。隧道被发现距离以色列边界的距离仅有300米。另有报道说，以军士兵打死一名女性自杀攻击者。
美国总统乔治·沃克·布什表示他支持以色列。布什认为哈马斯必须立刻停止向以色列发射火箭弹。他重申，以色列有权保卫自己，但希望以色列继续保护当地平民的安全。布什还表示，美国将会向加沙地带提供人道主义援助。
以色列正在考虑在加沙地带外建立一所野战医院，以治疗在冲突中受伤的巴勒斯坦平民。根据该计划，以色列考虑将医疗设备搬进巴勒斯坦地区，使之更容易为巴勒斯坦平民治疗。这个野战医院是由以色列国防军的医疗团来负责。从冲突以来，以色列国防军已经允许900多辆卡车运输超过2万吨的食品和生活用品，进入加沙地区。

### 1月13日

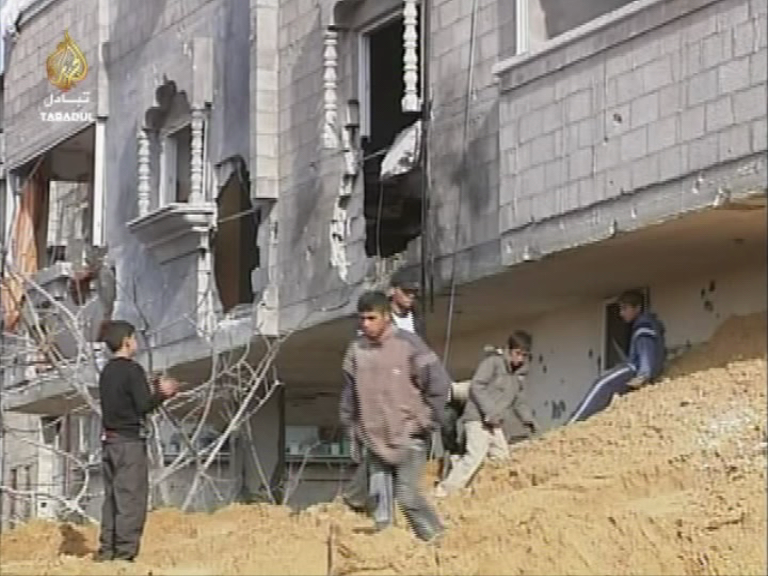
加沙的巴勒斯坦人

清晨，以色列空军、海军和地面火炮对加沙城发动了自去年12月27日以军发动对加沙的军事行动以来最猛烈的袭击。以军坦克深入加沙城郊人口稠密区，目标指向哈马斯总部。当地两座民宅挨炸着火，数栋大楼毁于战火，包括一处木场。起火现场浓烟滚滚，烟雾遮天蔽日。上午，以色列边防警察巡逻队在靠近约旦的边境巡逻时，遭到一个身份不明的枪手开枪袭击。边防警察开枪回击。该袭击中没有人员受伤。

### 1月14日
战斗进入第19天，以色列空军空袭了60个目标。其中包括35条位于与埃及边界的武器走私通道和数目不详的火箭发射地点。加沙城一处墓地在空袭中被损坏。同天以色列北部再度遭到5枚火箭弹袭击。以军随即随后向黎巴嫩境内发射了4枚炮弹进行还击。事件没有造成人员伤亡。基地组织的首领乌萨马·本·拉丹鼓吹要向以色列发动圣战。
美国五角大楼批准暂缓向以色列运送一批军用物资，以防止以色列将武器运用于当前的加沙战争。五角大楼原计划将美国的装有军用物资的1000个集装箱从希腊港口阿斯塔科斯运往以色列阿什杜德港。

### 1月15日
在凌晨时分，经过密集轰炸后，以色列坦克和军队从南部推进深入加沙城，并与巴勒斯坦武装人员发生激烈交火。数千名惊恐的平民试图逃离战火。联合国办事处遭到以军炮弹击中，造成3名工作人员受伤。被袭建筑是联合国驻加沙地带办公机构总部，其中包括一座学校。同天，联合国秘书长潘基文会见以色列领导人争取停火。他说，对于大量的伤亡人数，已经达到了“无法忍受的程度。”
两枚火箭弹击中以色列城市别是巴，造成5人受伤，其中包括一名7岁男童。其中一枚火箭直接击中一辆汽车。
在凌晨，一名以色列国防军士兵被打死，另一人严重受伤。以色列空军袭击了15个地点，其中包括火箭发射地点，武装人员和走私隧道。以色列国防军还指出，40名哈马斯人员在夜间被打死。以色列空军在空袭中，还炸死三名哈马斯高级成员。这三人是哈马斯当局内政部部长赛义德·西亚姆、安全部门负责人萨拉赫·阿布·什拉赫和武装部门领导人穆罕默德·瓦特法赫。另外有20多人受伤。哈马斯领导人表示拒绝接受以色列的停火条件，还号召阿拉伯国家断绝同以色列的所有联系，哈马斯与以色列的战争还要继续下去，直到以军完全撤出加沙地带为止。

### 1月16日
23名巴勒斯坦人的尸体在以军黎明前从Tel al-Hawa区撤离时被挖出。巴勒斯坦医护人员说，至少有1155名巴勒斯坦人在过去三个星期死亡。
巴勒斯坦武装人员向以色列境内发射了15枚火箭弹，造成5名以色列人受伤：一名住在阿什凯隆孕妇因家中被火箭弹击中而住院；两名在阿什杜德的市民受伤；三名市民在中南部城镇Kiryat Gat受伤。当时有两枚火箭弹击中这座城镇。5枚火箭弹在上午击中了艾希科尔地区。.、

### 1月17日
以军对加沙地带进行了超过50次的夜间空袭，同时以色列内阁对于是否停火决定进行表决。震耳欲聋的爆炸声从加沙城以南传出。
联合国官员说，两个孩子（5岁和7岁）在以色列坦克炮火击中联合国学校时被杀害。

## 国际社会反响
- 美国：谴责哈马斯向以色列发动袭击，认为在双方停火数月后哈马斯对以色列发动袭击的行为是“完全无法接受的”。“这些人（哈马斯成员）都是亡命徒，因此以色列要保护自己的人民不受哈马斯这样的恐怖组织伤害。”
- 法国：总统萨科齐称，哈马斯“对在加沙的巴勒斯坦居民深受苦难担有重责”。萨科齐在谴责以色列对加沙发动地面进攻的同时还称，同样谴责哈马斯持续不断的发射火箭弹，他认为这是一种不可接受的挑衅行为。
- 阿拉伯国家：普遍谴责以色列的攻击。
- 日本：时任内阁总理大臣麻生太郎于2008年12月31日致电时任以色列总理奥尔默特，要求以色列当局立即停止对加沙地区的轰炸，同时表明了继续对巴勒斯坦进行人道主义援助的立场。

## 巴勒斯坦内部对哈马斯的批评
2008年12月28日，巴勒斯坦总统阿巴斯谴责哈马斯没有延长6个月的停火协议，首先发动对以色列的袭击，引发流血冲突；阿巴斯还指责哈马斯武力夺取加沙地带领土，破坏民族团结的会谈。
此前，巴勒斯坦民族权力机构主席阿巴斯曾公开严厉谴责巴伊斯兰抵抗运动（哈马斯）用武力控制加沙是一场“政变”，并表示拒绝与哈马斯进行对话。